# N14 (Burkina Faso)
Die N14 ist eine Fernstraße in Burkina Faso, die Koudougou mit Djibasso (Grenze zu Mali) verbindet. Die Straße ist 265 Kilometer lang.
In Koudougou zweigt sie von der N13 ab. Sie ist größtenteils nicht asphaltiert, einzige Ausnahme ist der Abschnitt zwischen Dédougou und Nouna. Bisher hatte die Straße mehr regionale als internationale Bedeutung, doch 2013 erkannte man das internationale Potenzial der Strecke von Ouagadougou bis ins Zentrum von Mali, von dem die N14 einen Teil bildet. Seitdem wird begonnen, die Fernstraße zu asphaltieren. Den Anfang machte der Abschnitt Dedougou–Nouna. In Mali wird die Straße unter der Bezeichnung RN14 als unbefestigte Straße nach San fortgeführt.